# Floris Meydam
Floris Meydam (Leerdam, 29 december 1919 – aldaar, 25 september 2011) was een Nederlands industrieel ontwerper, die vooral glaswerk en keramiek heeft ontworpen.

## Opleiding
Na de lagere school volgt hij de opleiding tot elektricien aan de ambachtsschool in Gorinchem. Van 1939 tot 1943 volgt hij de avondschool voor Kunstindustrieel Onderwijs te Utrecht en in 1943 de decoratiecursus aan de Glasschool van de fabriek in Leerdam. Van 1944 tot 1947 wordt hij leraar aan de Glasschool, waar onderricht wordt gegeven in slijp-, zandblaas-, ets- en glasschildertechnieken.

## De glasfabriek
Hij treedt in 1935 in dienst bij de Glasfabriek in Leerdam, eerst als assistent op de reclameafdeling en daarna als assistent ontwerper. In 1947 worden in het Stedelijk Museum Amsterdam zijn eerste ontwerpen voor glasplastieken en decoratief glaswerk tentoongesteld, waaronder een in 1945 door Meydam ontworpen schaal, getiteld: "De wonderbaarlijke visvangst". Op het affiche van het museum is een door Meydam ontworpen gedecoreerde vaas afgebeeld. Vanaf 1947 ontwerpt hij verschillende glazen panelen en ramen met figuratieve afbeeldingen, zoals bijvoorbeeld: "De Appeloogst" (1947 – Stedelijk Museum Amsterdam) en het gedenkraam "Sint-Maarten" (1950 – gemeente Elst). Ook ontwerpt hij gedecoreerde ramen voor het station in Leerdam en het Vondelparkpaviljoen, beide in 1947 en later in 1950 ramen voor chocoladefabriek De Baronie en rijlwielfabriek Union. In 1949 volgt hij  Andries Copier (1901-1991) op als hoofdontwerper van de Glasfabriek Leerdam.
In 1975 ontwerpt hij een 8 m² groot glazen paneel in de bierkleuren oker en geel ter gelegenheid van de opening van de nieuwe brouwerij van Heineken te Zoeterwoude, in 1983 gevolgd door een paneel voor de firma Heinz en in 1988 een plastiek voor de Vereniging Nederlandse Gemeenten. Zijn laatste in opdracht ontworpen wandplastiek is van 2002 voor de Rabobank te Leerdam.
In 1950 ontwerpt Meydam zijn eerst gebruiksglas, het gedecoreerde servies "Folium", geïnspireerd op het blad van een plant. Dat servies biedt Prins Bernhard in 1953 aan als relatiegeschenk aan de President van Mexico. In datzelfde jaar ontwerpt hij zijn eerste, veelal geslepen, unica en in 1951 volgen zijn geblazen unica.
In 1968 ontwerpt Floris Meydam het glasservies ‘Forest’ en in 1983 ‘Bouquet’, die beide gewild zijn en nog steeds verkocht worden.
Naast gebruiksglas ontwerpt hij ook verpakkingsglas. De bekendste zijn: de likeurflessen voor Coebergh (1968), de jampot van De Betuwe (1970), de vierkante Becel olieflesjes (1970), het Luycks mosterdpotje (1970), het Calvé-sausflesje (1972), het yoghurtpotje (1979) en het Becel melkflesje (1982).
Naast unica ontwerpt hij voor de glasfabriek Leerdam ook vele objecten, die in een beperkte oplage worden vervaardigd, de zogenaamde serica en objecten die bekend zijn onder de naam ‘Ligne Libre’, waaronder strak gelijnde glazen vogels en de Tortuga-vazen.
Ook de eerste Nederlandse televisieprijs, een geslepen plastiek, die in 1958 wordt toegekend aan Kees Brusse, Tom Manders en Wim Ibo, wordt door Floris Meydam ontworpen. Daarna volgen nog vele andere ontwerpen voor prijzen van zijn hand, zoals de COSA prijs (1972), de ‘Ploegprijs’ (1973 en 1978) en prijzen voor de AVRO (1968) en de NCRV (1982).
Van 1953 tot 1961 is Meydam lid van de redactieraad van het personeelsblad van de Glasfabriek Leerdam. In dat blad schrijft hij niet alleen, maar worden ook regelmatig cartoons van hem geplaatst.
In de 80'er jaren nodigt Floris Meydam ontwerpers en kunstenaars uit andere disciplines uit om incidenteel voor de fabriek te werken, waaronder Gijs Bakker, Bruno Ninaber van Eyben, Mieke Groot, Mieke Pontier en Richard Meitner. Na zijn pensionering in 1984 blijft hij tot 1989 parttime aan de Glasfabriek verbonden.

## Keramiek
Tijdens zijn werkzaamheden voor de Glasfabriek Leerdam en ook gedurende zijn vrije periode maakt Meydam ook uitstapjes naar het keramiek. In 1956 ontwerpt hij voor Regina het succesvolle servies ‘Black Princess’. Dit servies verschijnt later, weliswaar tegen zijn zin in, ook in andere kleuren op de markt, zoals b.v. ‘Charming Princess’ (wit- beige), ‘White Princess’ (wit – wit), ‘Lucky Princess (wit – grijs) en nog 4 andere kleurenvariaties. Ook ontwerpt Floris Meydam vanaf 1968 serviezen en bloemenvazen voor aardewerkfabriek Fris te Edam, in 1970 bloemenvazen voor Hofstra te Herwijnen,  in 1988 voor Flora te Hardenberg en voor De Porceleyne Fles te Delft. In 2003 ontwerpt hij espresso- en cappuccinokopjes en in 2005 vazen voor Goedewaagen.

### Vrij glaskunstenaar
In 1989 zet hij zijn carrière als zelfstandig en vrij kunstenaar voort. Hij werkt vervolgens in 1989 met Peter Novotný in Novy Bor (Tsjechië), in 1988 en 1989 met Philip Baldwin in Nonfoux (Zwitserland), in 1990 met Rudolf Weninger in Bärnbach (Oostenrijk), van 1990 tot 2006 met Neil Wilkin in verschillende studio’s (Engeland), in 1996 en 1999 met Danilo Zanella/Berengo in Murano (Italië), in 2000 met Richard Price in Amsterdam (Nederland), in 2004 en 2005 met Arie van Lopik in Leerdam, (Nederland) en in 2006 bij Van Tetterode Glas in Amsterdam (Nederland).  In dat laatste jaar maakt hij uitsluitend wandpanelen in diverse kleurstellingen en afmetingen. Tijdens zijn vrije kunstenaarschap exposeert Meydam in diverse galerieën en musea in binnen- en buitenland en vanaf 1993 wordt Glas Galerie Leerdam zijn ‘huisgalerie’. Daar worden permanent zijn meest recente unica tentoongesteld.
In 2007 sluit Floris Meydam zijn ontwerp/kunstenaarscarrière af met het ontwerp van het Oranjevaasje ter gelegenheid van de geboorte van Prinses Ariane, uitgebracht door Royal Leerdam Crystal.

### Prijzen en onderscheidingen
Floris Meydam ontvangt tijdens zijn werkzame leven diverse prijzen en onderscheidingen:
- 1952 - Good Design Award van het Museum of Modern Art (New York USA) voor het bitterstel 'Granada'.
- 1957 - Zilveren medeaille Triennale Milaan voor het bitterstel ‘Granada’ en het sherrystel ‘Milano’ en het voor aardewerkfabriek Regina in 1956 ontworpen servies ‘Black Princess’.
- 1958 - Grand Prix Wereldtentoonstelling Brussel voor ‘Experiment in laboratoriumglas’
- 1958 - Signe d’Or Brussel voor het bitterstel ‘Granada’en servies ‘Black Princess’
- 1968 - Gouden Noot voor het melkflesje wat ook als vaasje kan worden gebruikt.
- 1968 - Zilveren Noot voor de likeurflessen van Coebergh.
- 1969 - Jaarbeurstrofee en Persprijs voor wijnset ‘Anjou’.
- 1969 - Gulden Vorm voor wijnset ‘Anjou’.
- 1970 - Drie Gouden Noten voor: de stapelkaraffen voor diverse dranksoorten; de jampot van de Betuwe, die voor alle soorten jams bestemd is; het vierkante Becel olieflesje met de glazen nopjes.
- 1972 - Gouden Noot voor het Calvé-sausflesje
- 1977 - Coburger Glaspreis voor kubusvormige unica.
- 1994 - Ridder in de Orde van Oranje Nassau.

### Musea
Van Floris Meydam is werk te vinden in de volgende musea:
- Stedelijk Museum, Amsterdam (NL)
- Museum of Modern Art, New York (USA)
- Musée des Arts Décoratifs, Paris (F)
- The Corning Museum of Glass, Corning, NY (USA)
- Pilkington Glass Museum, St. Helens (UK)
- Glasmuseum Frauenau (Sammlung Wolfgang Kermer) (D)
- Städtisches Museum, Braunschweig (D)
- Kunstmuseum Oberhausen (D)
- Museum für Kunsthandwerk, Frankfurt am Main (D)
- Kunstsammlungen Veste Coburg, Coburg (D)
- Kunstmuseum, Düsseldorf (D)
- Museum Boijmans Van Beuningen, Rotterdam (NL)
- Toledo Museum of Art, Toledo (USA)
- Städtisches Museum, Osnabrück (D)

- Neue Sammlung, München (D)
- Contemporary Crafts, New York (USA)
- Nationaal Glasmuseum, Leerdam (NL)
- Museum voor Moderne Kunst, Arnhem (NL)
- Museum voor Moderne Kunst, Haifa (Isr)
- Smithsonian Institution, Washington (USA)
- Musée de Verre, Liège (B)
- Museum für Kunst und Gewerbe, Hamburg (D)
- Badisches Landesmuseum, Karlsruhe (D)
- Kunstgewerbemuseum, Berlin (D)
- Museum of Decorative Art, Copenhagen (Dk)
- Victoria and Albert Museum, London (UK)
- Lannan Foundation Palm Beach, Florida (USA)
- Design Museum Gent, Gent (B)
- Gemeentelijk van Reekum Museum (CODA), Apeldoorn (NL)

- Glasmuseum Wertheim (D)
- Rijksdienst Beeldende Kunst, Den Haag (NL)
- Gemeentemuseum Den Haag (NL)
- Centraal Museum, Utrecht (NL)
- Museum van Bommel-van Dam, Venlo (NL)
- Musée des Arts Décoratifs, Paris (F)
- Musée des Arts Décoratifs, Monterial (Can)
- Hessisches Landesmuseum, Kassel (D)
- National Museum of Modern Art, Tokyo (JPN)
- &National Museum of Modern Art, Kyoto (JPN)
- Gemeentemuseum, Arnhem (NL)
- De Zonnehof, Amersfoort (NL)
- Philadelphia Museum of Art, Philadelphia (USA)
- Museum of Art, Djakarta (Indonesia)
- Museum Alter Hof Herding, Coesfeld-Lette (D)